# جيمس ديفيد سمايلي
جيمس ديفيد سمايلي (بالإنجليزية: James David Smillie)‏ هو مصمم مطبوعات وفنان ورسام ونقاش أمريكي، ولد في 16 يناير 1833 في نيويورك في الولايات المتحدة، وتوفي بنفس المكان في 14 سبتمبر 1909.

## وصلات خارجية
- جيمس ديفيد سمايلي على موقع الموسوعة البريطانية (الإنجليزية)